# Claude Akins

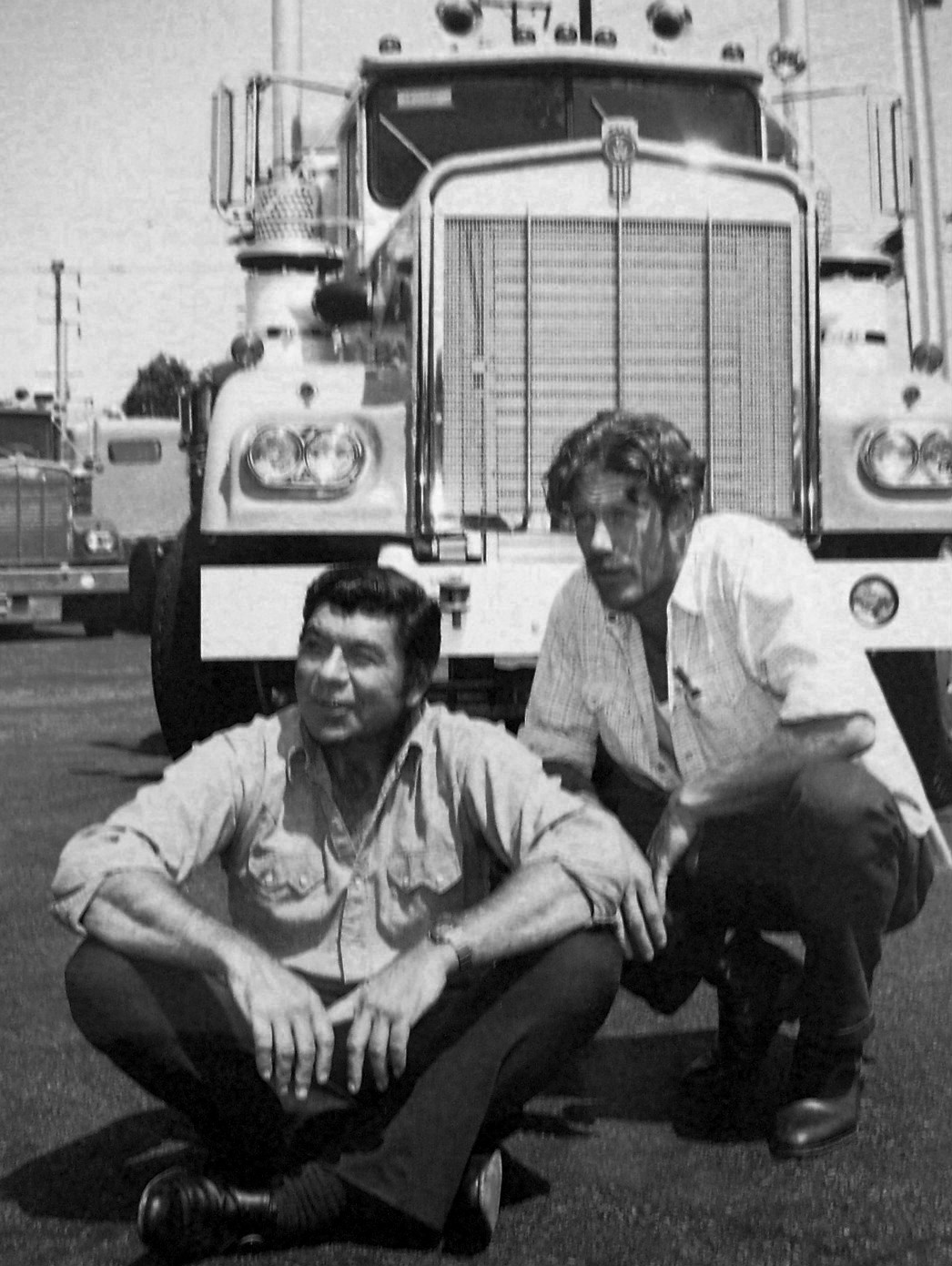
Claude Akins Frank Converse moviéndose en 1974

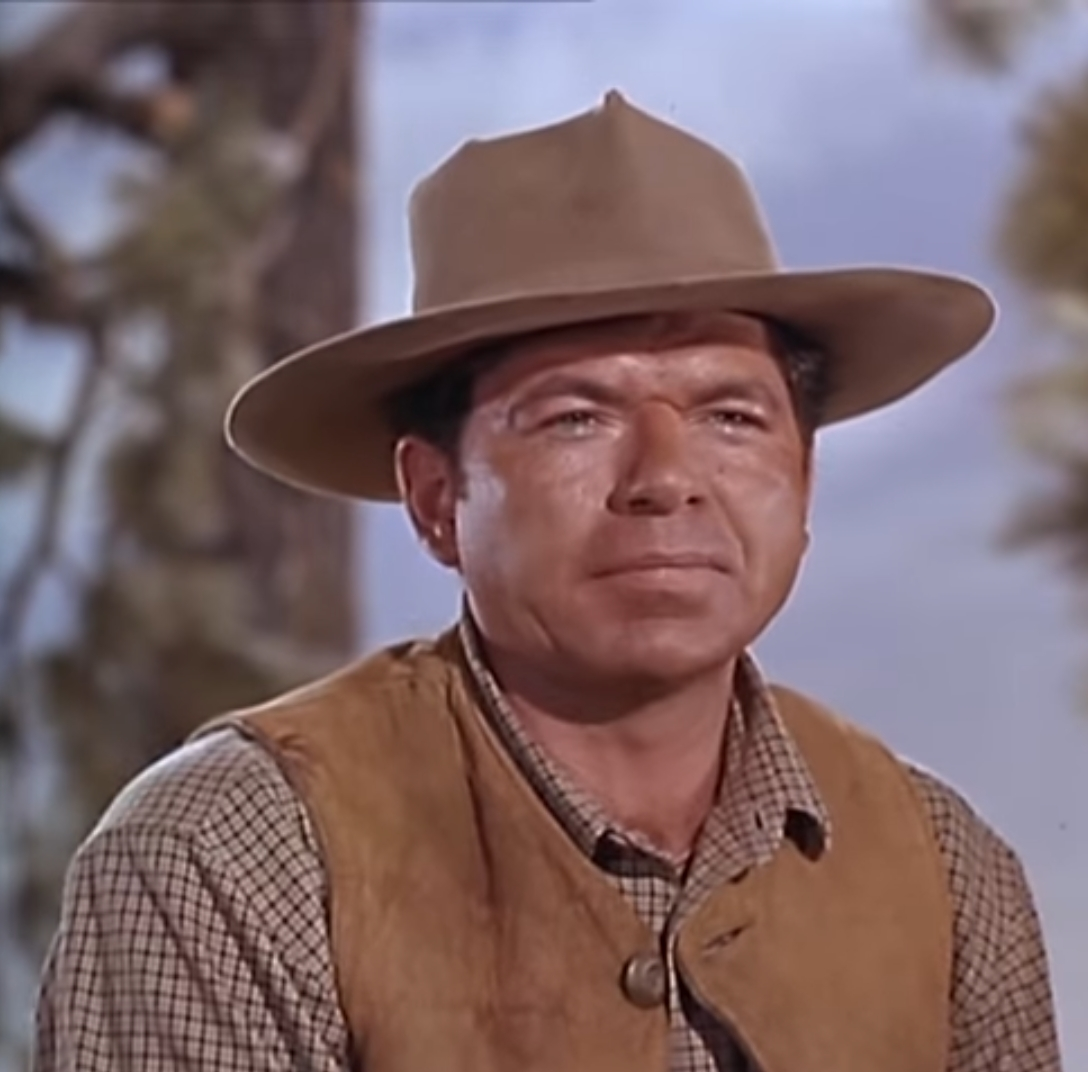
Claude Aikins en Bonanza (El molino)

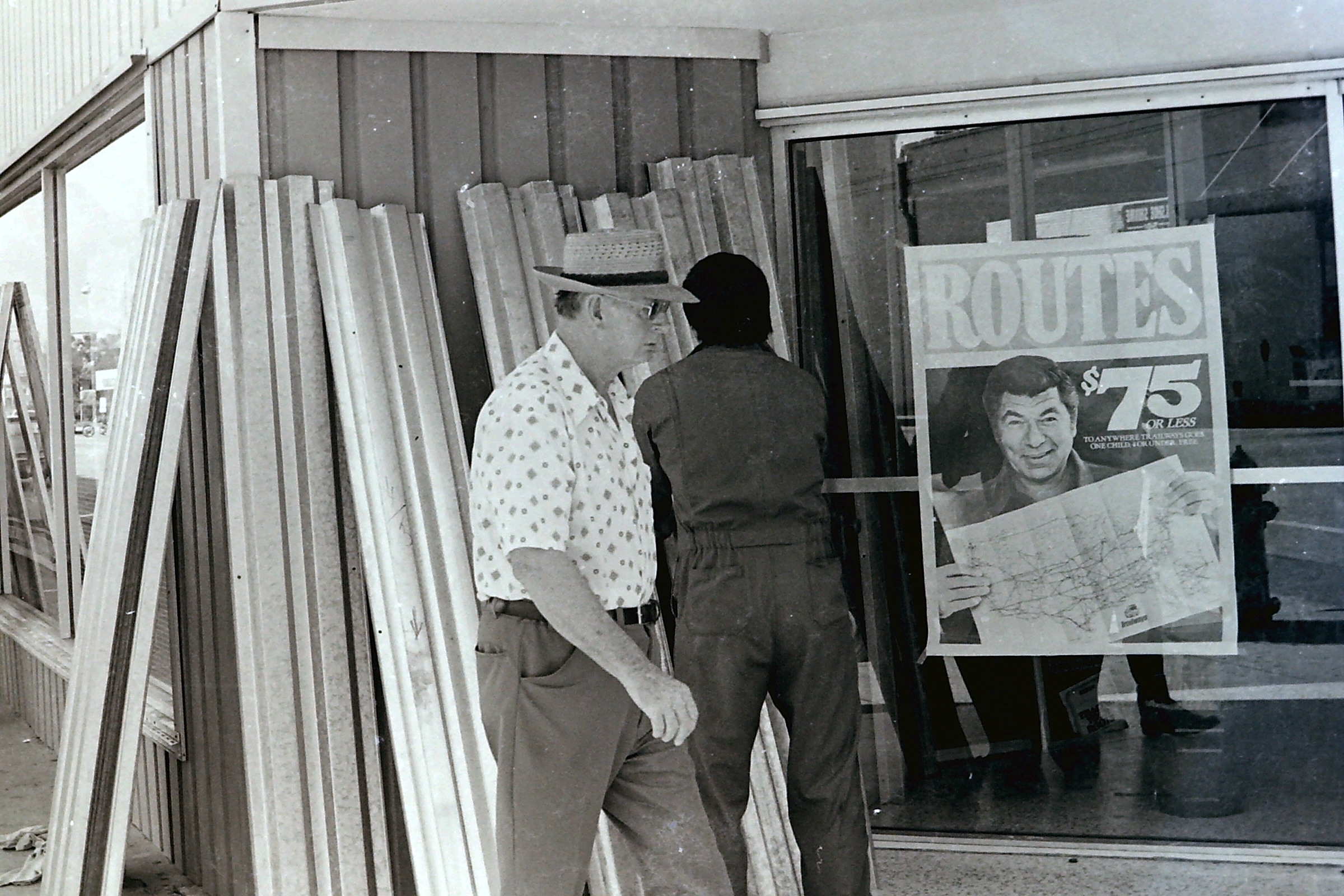
Estación de autobuses Trailways - 702 N. Chaparral

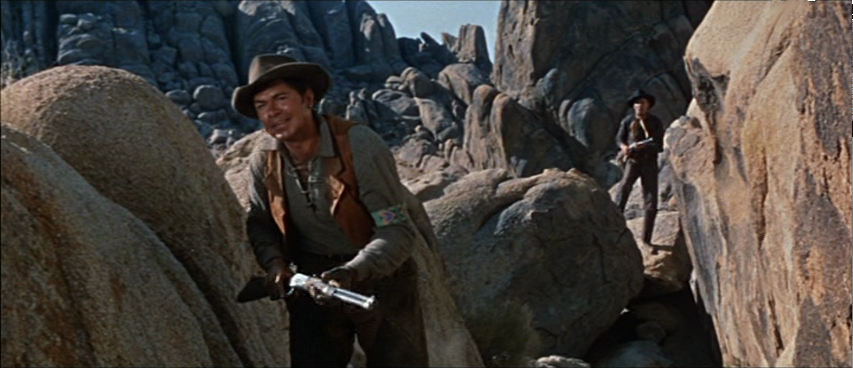
Claude Akins y Randolph Scott en Comanche Station

Claude Akins (Nelson, 25 de mayo de 1926-Altadena, 27 de enero de 1994) fue un actor estadounidense de cine y televisión. Fue conocido por el personaje de Sheriff Lobo en la serie de televisión de 1979-1981 B. J. and the Bear, y más tarde en su secuela The Misadventures of Sheriff Lobo, transmitida por la  NBC.

## Carrera en cine
Nacido en Nelson, Georgia, EUA. Su primera película fue el clásico de 1953 From Here to Eternity con Burt Lancaster, seguida de The Caine Mutiny en 1954 con Humphrey Bogart. Otra de sus películas importantes fue Río Bravo 1959 como el villano Joe Burdette. En 1960 acompañó a Randolph Scott en el western clásico Comanche Station. En 1966 coprotagonizó el western Return of the Magnificent Seven con Yul Brynner. En la película bélica The Devil's Brigade 1968, interpreta a Rockwell 'Rocky' Rockman. En 1970 es dirigido por Vic Morrow en el spaghetti western A Man Called Sledge con James Garner, y en 1973 aparece en la secuela de El planeta de los simios dirigida por J. Lee Thompson, Battle for the Planet of the Apes.

## Televisión
Claude Akins protagonizó gran cantidad de series, miniseries y películas para la televisión, como actor invitado pasó por Bonanza, Combate!, The Rifleman, Caravana, Eerie Indiana, La ley del revólver, Valle de pasiones, El virginiano, Alfred Hitchcock presenta, Los Intocables, Combate, Se ha escrito un crimen y The Gambler Returns: The Luck of the Draw, con Kenny Rogers.
En 1964, participó en el episodio "Never Stop Running" de la famosa serie El fugitivo, en el papel de Ralph.
Fue protagonista de las series En Ruta (1974-1976) y B.J. and the Bear (1979-1981).  En esta última interpretaría a su personaje más reconocido y emblemático: el sheriff Elroy P. Lobo, que luego tendría su propio spin-off llamado The Misadventures of Sheriff Lobo, con 37 episodios en 2 temporadas.

## Filmografía
- 1953: From Here to Eternity
- 1954: Bitter Creek
- 1954: Witness to Murder
- 1954: The Caine Mutiny
- 1954: Shield for Murder
- 1954: Down Three Dark Streets
- 1954: The Human Jungle
- 1955: The Sea Chase
- 1956: Battle Stations
- 1956: The Proud and Profane
- 1956: Johnny Concho
- 1956: The Burning Hills
- 1956: The Sharkfighters
- 1957: Hot Summer Night
- 1957: The Kettles on Old MacDonald's Farm
- 1957: The Lonely Man
- 1957: Joe Dakota
- 1958: The Defiant Ones
- 1958: Onionhead
- 1959: Río Bravo
- 1959: Porgy and Bess
- 1959: Don't Give Up the Ship
- 1959: Yellowstone Kelly
- 1959: Hound-Dog Man
- 1960: Comanche Station
- 1960: Inherit the Wind
- 1961: Claudelle Inglish
- 1962: Merrill's Marauders
- 1962: Black Gold
- 1964: A Distant Trumpet
- 1964: Código del hampa
- 1966: Ride Beyond Vengeance
- 1966: Incident at Phantom Hill
- 1966: Return of the Magnificent Seven
- 1967: First to Fight
- 1967: Waterhole #3
- 1968: The Devil's Brigade
- 1969: The Great Bank Robbery
- 1970: A Man Called Sledge
- 1970: Flap
- 1971: Lock, Stock and Barrel - telefilme
- 1971: River of Mystery - telefilme
- 1972: The Night Stalker - telefilme
- 1972: Skyjacked
- 1973: Shadow of Fear
- 1973: The Norliss Tapes - telefilme
- 1973: Battle for the Planet of the Apes
- 1974: The Death Squad - telefilme
- 1974: In Tandem - telefilme
- 1974: Movin' On
- 1975: Timber Tramps
- 1975: Eric - telefilme
- 1977: Tentacles
- 1977: Killer on Board - telefilme
- 1977: Tarantulas: The Deadly Cargo - telefilme
- 1979: The Country Western Murders
- 1978: B.J. and the Bear - serie de televisión
- 1979: The Misadventures of Sheriff Lobo - serie de televisión
- 1982: Bus Stop - telefilme
- 1983: Intruso fugitivo - telefilme
- 1984: The Baron and the Kid - telefilme
- 1986: Pushed Too Far
- 1986: Monster in the Closet
- 1987: The Curse
- 1987: If It's Tuesday, It Still Must Be Belgium - telefilme
- 1991: The Gambler Returns: The Luck of the Draw - telefilme
- 1992: Falling from Grace
- 1992: Grass Roots - telefilme
- 1993: Seasons of the Heart
- 1994: Twisted Fear